# Солоницко
Солоницко — деревня в Шимском районе Новгородской области, входит в состав Подгощского сельского поселения.

## География
Расположена в 9,5 км к югу от Шимска, на автодороге Шимск — Волот. Ближайшие населённые пункты: деревня Углы и центр сельского поселения — Подгощи.

## Население
| 2010 |
| ---- |
| 69   |

## История
До весны 2010 года деревня Солоницко входила в состав, ныне упразднённого, Краснодворского сельского поселения.